# Radějov (Buřenice)
Radějov (německy Radejow) je malá vesnice, část obce Buřenice v okrese Pelhřimov. Nachází se asi 2,5 km na jihovýchod od Buřenic. V roce 2009 zde bylo evidováno 32 adres. V roce 2001 zde trvale žilo 52 obyvatel.
Radějov leží v katastrálním území Radějov u Buřenic o rozloze 4,86 km2.

## Galerie

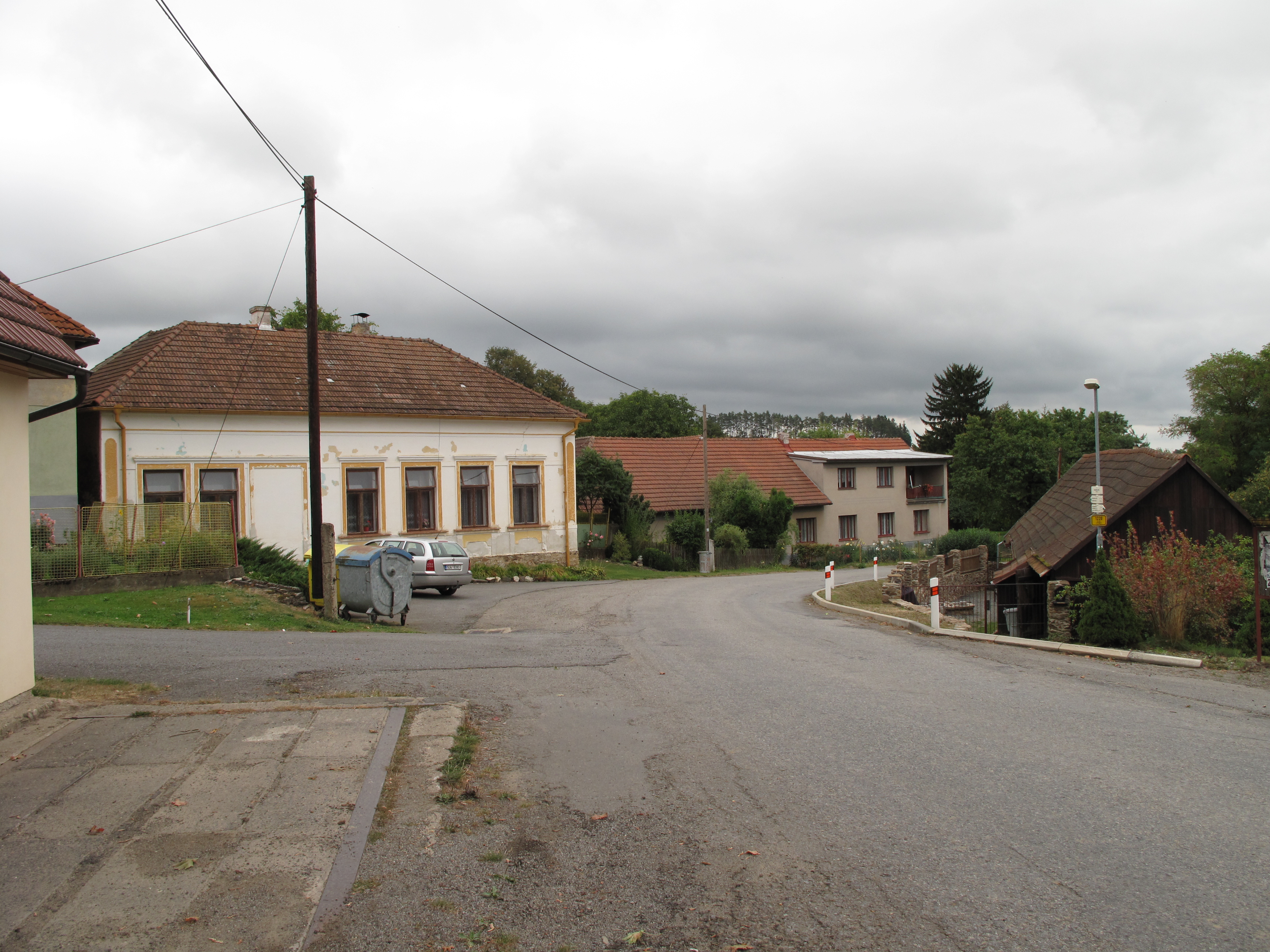
Náves
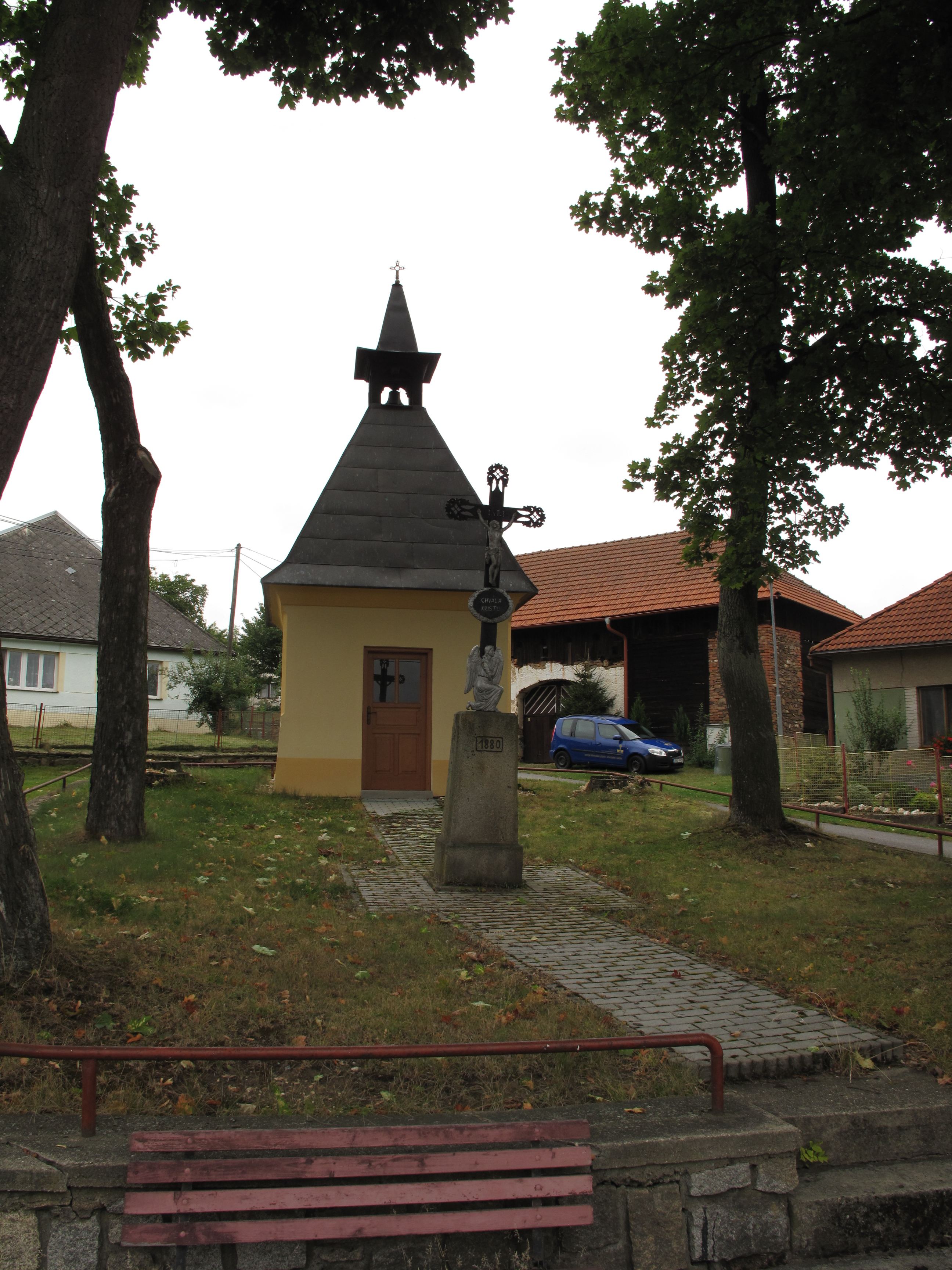
Kaplička
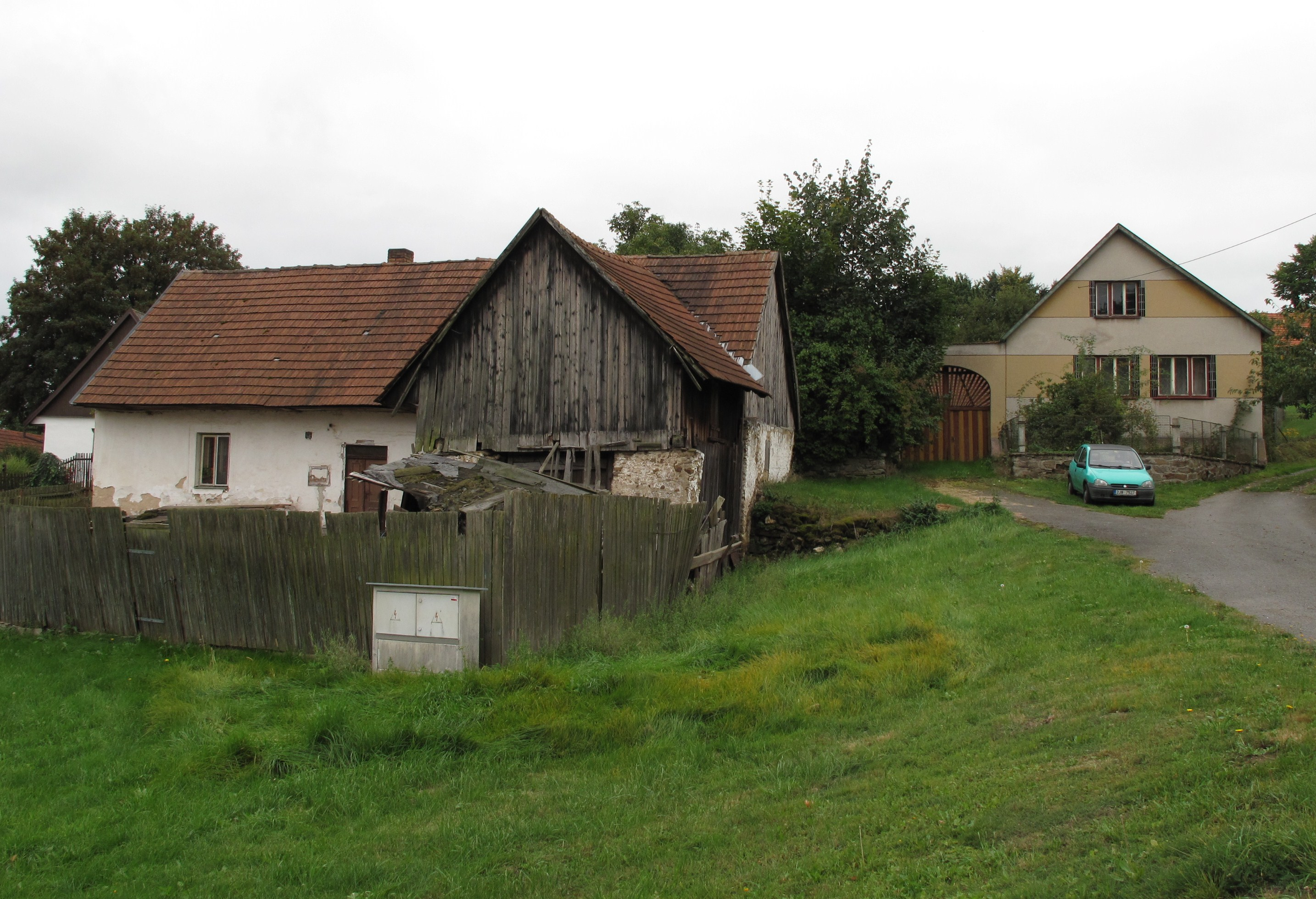
Domy